# Питагорина чаша
Питагорина или питагорејска чаша (стгрч. δίκαιη κούπα του Πυθαγόρα), такође и чаша умерености (стгрч. μετριοπάθεια κύπελλο), називи су за посебну винску чашу која приморава кориснике да пију само умерене количине пића.

## Опште одлике
Чашу умерености је изумео Питагора са Самоса као дисциплинску меру за себе и своје ученике, следбенике питагорејства. Осмишљена је тако да особи дозвољава да вино сипа до предодређене количине, која је назначена испупчењем на унутрашњости чаше. Ако се пиће сипа тако да не прекрије избочину, особа га може пити у миру. Ако, пак, похлепно напуни пуну чашу, механизам унутар ње просуће кроз рупу на сталку сву количину вина на корисникова крила — корисник ће бити постиђен због похлепе, а вино протраћено. На тај начин би требало да научи да је најбоља умереност у пићу.

## Физичке одлике
Питагорејска чаша изгледа као било који други суд за пијење, с тим што има избочину у средини унутрашњости. На тај начин може се поредити за калупима за прављење куглофа, који у средишњем делу такође имају испупчење, у овом случају намењено обликовању колача. На дну избочине чаше умерености налази се рупа која је посебном отвореном цеви повезана за другу рупу, овог пута на самом дну сталка чаше. Сама цевчица је савијена, а извија се скоро па до врха избочине.
Док се чаша пуни, течност се издиже не само у видљивом делу из којег се пије, већ и у једном краку цеви, све до врха испупчења, а према Закону спојених судова како га је формулисао француски математичар, физичар и филозоф Блез Паскал. Све док ниво течности не премаши ниво коморе (у овом случају висину избочења), чаша ће функционисати као и све остале. Међутим, уколико до тога дође, течност ће полако почети да истиче из чаше у спољашњи простор. Хидростатички притисак ће напослетку довести до истицања свег садржаја чаше кроз рупу на дну сталка.

## Историја употребе
За изумитеља чаше умерености и принципа на који она функционише узима се Питагора са Самоса. Питагора је рођен око 570. пре нове ере на грчком острву Самосу, а умро око 495. такође пре нове ере у граду Метапонту. Био је антички филозоф и математичар, оснивач питагорејске школе и утемељитељ теореме о односу хипотенузе и катета у правоуглом троуглу. Његови следбеници су били питагорејци, покрет који је основан у шестом веку пре нове ере. У братству се живело по строгим правилима за очишћење душе и тела, што је укључивало вегетаријанство и општу умереност у јелу и пићу.
Данас се на Самосу могу купити туристичке верзије чаша, обично са натписом следеће садржине: Предање каже да је Питагора, приликом надгледања радова на водоводном систему на Самосу око 530. п. н. е., ограничавао количину вина коју су радници пили измисливши „чашу умерености“. Када вино превагне над избочином, чаша се у потпуности испразни, а похлепни буду кажњени. Није сигурно да ли је овај опис историјски коректан, али је историјска чињеница да су у Питагорино време постојале потешкоће у вези са острвским водоводом. Да је стварно било тако сведочи и случај Ефпалиноског тунела дугог 1036m, а који је самоски тиранин Поликрат ископао ради брзог односно хитног оснивања акведукта на острву.
Херон Александријски, који је живео током првог века нове ере, користио је питагорејске чаше као саставни део хидрауличних роботских система које је састављао. У данашње време, играчке које раде на принципу Паскалових закона продају се као шаљиви поклони. Поједини клозети (WC шоље) раде на принципу налик оном што постоји у чашама умерености. Наиме, када ниво течности у нужнику досегне одређени ниво, образује се сифон који покреће пражњење шоље.